# Francesco Malacrea
Francesco Malacrea (Trieste, 1812 – Trieste, 10 settembre 1886) è stato un pittore austriaco, noto principalmente per le sue nature morte.
Nato nell'allora Impero austriaco, fu attivo nel triestino e in generale nel Friuli, dove ha lasciato numerose opere nature morte con frutta e fiori, alcune delle quali sono esposte al pubblico in Italia, a Trieste, nei musei di Storia ed Arte, del Risorgimento e Museo Revoltella, qui conservate in buon numero, e all'estero, in Slovenia, alla Narodna galerija di Lubiana.